# هروب حسان الطيرو (فلم)
هروب حسان الطيرو فيلم جزائري ملون إنتاج 1974. من إخراج مصطفى بديع

## قصة الفيلم
في عام 1957، يتم اطلاق سراح حسن الطيرو من أسر القوات الفرنسية، حيث ترى السلطات الفرنسية انه رجل مهم ومسئول عن الثوار الجزائريين، يتمكن من الوصول إلى زعماء الثوار الذين أوكلوا اليه مهام عديدة لكنه يفشل فيها لسذاجته. أخيراً ينجح حسن في مهمة مساعدة سجين من الهروب من السجن السفير تى باربروس ويلتقى بصديقه عمر.

## الطاقم الفني
- سيناريو : روشيد
- اقتباس : مصطفى بديع
- مدير التصوير : نصر الدين قنيفي
- مسؤول التصوير : محمد واضح
- مهندس الصوت : حسين عبد القادر
- مسؤول التركيب : رابح دعبوز
- مناظر : محمد كساي
- كاتبة المخرج : منسي
- مدير الإنتاج : حليم ناصف
- مسير الإنتاج : يوسف بودينة

## الممثلون
- احمد رويشد
- بول مرسي
- علي بوعياد
- ابن رايس
- جان روبير
- سيد علي كويرات
- شافية بوذراع
- البير ميشال
- مختاري محمد
- ابن رايس مالك
- الآن فليك
- شمير بن شريفة
- علي بوبات
- كمال فتحى
- احمد قادر
- أحمد قرني
- محمد مختار
- كلثوم

## روابط خارجية
- مقالات تستعمل روابط فنية بلا صلة مع ويكي بيانات
- مشاهدة الفيلم على قناة التلفزيون الجزائري